# Brian Tee
Jaebeom Takata (en japonés: 高田 ゼ ボ ム, Takata Zebomu; nacido el 15 de marzo de 1977), conocido profesionalmente como Brian Tee, es un actor japonés conocido por su papel protagónico como el Dr. Ethan Choi en el drama médico de la NBC Chicago Med. También apareció en numerosas películas, incluidas The Fast and the Furious: Tokyo Drift, The Wolverine, Mortal Kombat: Legacy, Jurassic World y Teenage Mutant Ninja Turtles: Out of the Shadows.

## Biografía
Nació en la prefectura de Okinawa, Japón, de padre japonés-estadounidense y madre surcoreana. A la edad de 2 años se mudó junto a su familia a los Estados Unidos. Estudió en el Wilson High School del suburbio Hacienda Heights, en Los Ángeles. Empezó a estudiar derecho en Cal State Fullerton pero cogió un curso de interpretación que cambió su vida y dejando sus estudios entró en el programa de arte dramático de la universidad de California en Berkeley.

## Filmografía
- We Were Soldiers (2002)... Pfc. Jimmy Nakayama
- Austin Powers in Goldmember (2002)... Japanese Pedestrian
- Starship Troopers 2: Hero of the Federation (2004)... Cpl. Thom Kobe
- Tiger Cruise (2004)... MA2 Chan
- Fun with Dick and Jane (2005)... Sushi Chef
- All In (2006)... Rosenbloom Player 2
- The Fast and the Furious: Tokyo Drift (2006)... Takashi "D.K."
- Pandemic (2007)... Danny
- Finishing the Game (2007)... Mac Chang
- The Trade (2008)... Mr. Cho
- Deadland (2009)... Jax
- Chain Letter (2009)... Brian Yee
- Wedding Palace (2009)... Jason
- The Wolverine (2013)... Noburo Mori
- The Gabby Douglas Story (2014)... Liang Chow
- No Tears for the Dead (2014)... Chaoz
- One Christmas Eve (2014)... Henry
- Jurassic World (2015)... Katashi Hamada
- Teenage Mutant Ninja Turtles: Out of the Shadows (2016)... The Shredder/Oroku Saki

## Televisión
- The Pretender (2000)
- El hombre invisible (2000)
- Buffy the Vampire Slayer (2000)
- Family Law (2001)
- 18 Wheels of Justice (2001)
- The Chronicle (2001)B
- Flipside (2002)
- JAG (2003)
- Passions (2004)
- Cracking Up (2004)
- Monk (2004)
- Without a Trace (2005)
- Wanted (2005)
- The Unit (2006)
- Entourage (2006)
- Zoey 101 (2005-2006)
- Grey's Anatomy (2007)
- Jericho (2008)
- Crash (2008)
- Lie to Me (2009)
- Bones (2009)
- Dark Blue (2009)
- Sym-Bionic Titan (2010)
- Burn Notice (2011)
- Grimm (2011-2012)
- Shake It Up (2012)
- Mortal Kombat: Legacy (2013)
- Hawaii Five-0 (2013)
- Agents of S.H.I.E.L.D. (2014)
- Chicago Med (2015-presente)
- Reacher (2025)

## Videojuegos
- Saints Row 2 (2008) (voz)

## Videos musicales
- Far East Movement - "Dance Like Michael Jackson" (2008)